# جان آموس
جان آموس (انگلیسی: John Amos؛ ‏۲۷ دسامبر ۱۹۳۹ – ۲۱ اوت ۲۰۲۴) یک بازیگر اهل ایالات متحده آمریکا بود. وی از سال ۱۹۷۰ میلادی تا پایان عمر مشغول فعالیت بوده‌است.
از فیلم‌ها یا برنامه‌های تلویزیونی که وی در آنها نقش داشته‌است می‌توان به جان‌سخت ۲، سفر به آمریکا، کمانه، برای بهتر یا بدتر و لمس عشق اشاره کرد.